# Samantha James
Pour les articles homonymes, voir James.
 (juillet 2016).
Samantha James, née le 13 juin 1979 à Los Angeles, est une chanteuse américaine.

## Biographie
Elle est la petite-fille du musicien David Rose.

## Discographie

### Albums
- Rise (2007)
- Subconscious (2010)